# Spiczyn (gemeente)
De gemeente Spiczyn is een landgemeente in het Poolse woiwodschap Lublin, in powiat Łęczyński.
De zetel van de gemeente is in Spiczyn.
Op 30 juni 2004 telde de gemeente 5422 inwoners.

## Oppervlakte gegevens
In 2002 bedroeg de totale oppervlakte van gemeente Spiczyn 83,1 km², waarvan:
- agrarisch gebied: 70%
- bossen: 22%

De gemeente beslaat 13,11% van de totale oppervlakte van de powiat.

## Demografie
Stand op 30 juni 2004:
| Omschrijving                   | Totaal | Totaal | Vrouwen | Vrouwen | Mannen | Mannen |
| ------------------------------ | ------ | ------ | ------- | ------- | ------ | ------ |
| eenheid                        | aantal | %      | aantal  | %       | aantal | %      |
| inwoners                       | 5422   | 100    | 2735    | 50,4    | 2687   | 49,6   |
| bevolkingsdichtheid (inw./km²) | 65,2   | 65,2   | 32,9    | 32,9    | 32,3   | 32,3   |

In 2002 bedroeg het gemiddelde inkomen per inwoner 1120,26 zł.

## Administratieve plaatsen (sołectwo)
Charlęż, Januszówka, Jawidz, Kijany, Ludwików, Nowa Wólka, Nowy Radzic, Spiczyn, Stawek, Stoczek, Zawieprzyce, Zawieprzyce-Kolonia, Ziółków.

## Overige plaatsen
Gajówka, Grabowiec, Jamy, Kijany Kościelne, Leśniczówka, Mogiłki, Orduń, Stara Wieś, Wola, Wymysłów.

## Aangrenzende gemeenten
Lubartów, Ludwin, Łęczna, Niemce, Ostrów Lubelski, Serniki, Wólka
- Virtual International Authority File: 306424033